# Misaki Ito
Misaki Ito (Japans: 伊東 美咲, Itō Misaki) (Fukushima, 26 mei 1977) is een Japans actrice.
Haar echte naam is Tomoko Anzai (安斉智子, Anzai Tomoko).

Ze werd in 1999 beroemd als model en stond vooral model voor reclames. Ze is een grote ster in Japanse drama's en heeft wat minder ervaring met films.

## Filmografie

### Drama's
- Sapuri (2006)
- Kiken na Aneki (2005)
- Densha Otoko (2005)
- HOTMAN 2, TBS (2004)
- Itoshi Kimie (2004)
- Kunimitsu no Matsuri (2003)
- Ryuuten no ouhi - Saigo no koutei, TV Asahi (2003)
- Tokyo Love Cinema (2003)
- Yoomigaeri (2003)
- Blackjack ni Yoroshiku, TBS (2003)
- Taiho shichauzo (You're Under Arrest) (2002)
- Lunch no Joou (2002)
- Gokusen (2002)
- Suiyoubi no Jouji (2001)
- Beauty 7 (2001)
- Shin Omizu no Hanamichi (2001)
- Love Complex (2000)

### Films
- About Love (2005)
- Tsuri Baka Nisshi 16 (2005)
- Umineko (2004)
- Face to Face (2004)
- 9 Souls (2003)
- Ju-on: The Grudge (2003)
- Yomigaeri (2002)
- Moho Han (2002)

- Bibliothèque nationale de France: cb16612450c (data)
- International Standard Name Identifier: 0000 0000 3951 2661
- Library of Congress Control Number: n2008076320
- Bibliotheek van het Japanse parlement: 01178031
- Système universitaire de documentation: 143869590
- Virtual International Authority File: 75794778
- WorldCat: E39PBJmXGrxKkrbC3HdKMQwDMP